# Altamont (Dakota del Sud)
Altamont è un comune (town) degli Stati Uniti d'America della contea di Deuel nello Stato del Dakota del Sud. La popolazione era di 34  persone al censimento del 2010.

## Geografia fisica
Secondo lo United States Census Bureau, ha un'area totale di 1,25 miglia quadrate (3,24 km²).

## Storia
Altamont fu pianificata nel 1880. Prende questo nome dalle colline che circondano il sito della città. Il nome significa "alta montagna".

## Società

### Evoluzione demografica
Secondo il censimento del 2010, c'erano 34 persone.

### Etnie e minoranze straniere
Secondo il censimento del 2010, la composizione etnica della città era formata dal 97,1% di bianchi e il 2,9% di due o più etnie.